# NGC 6217
NGC 6217 je spirální galaxie s příčkou v souhvězdí Malého medvěda vzdálená od Země přibližně 67,2 milionů světelných let. Objevil ji William Herschel 12. prosince 1797.

## Pozorování
Na obloze se nachází ve východní části souhvězdí, 2,5 stupně východo-severovýchodně od hvězdy s magnitudou 5 označené ζ UMi.
Přidáním hvězdy η UMi vznikne téměř rovnostranný trojúhelník.
Pod tmavou oblohou je galaxie sotva viditelná i malým dalekohledem o průměru 100 mm. Ve středně velkém dalekohledu je viditelná jako mlhavá skvrnka a ve větším dalekohledu už je možné rozlišit jasné jádro a slabé halo.

## Vlastnosti
Podle Hubbleovy klasifikace galaxií je galaxie zatříděna jako (R')SB(rs)bc,
má tedy nepravý vnější prstenec tvořený spirálními rameny (R'), výraznou příčku procházející jádrem (SB), částečný vnitřní prstenec (rs) a středně navinutá spirální ramena (bc).
Jádro galaxie má kulový tvar a nemá žádný náznak zploštění. Výrazná příčka má úhlovou velikost 48″. Jihovýchodně od jádra ve vzdálenosti 10″ je výrazná oblast tvorby hvězd.
NGC 6217 je hvězdotvornou galaxií, protože v porovnání s běžnou galaxií v ní hvězdy vznikají ve velkém rozsahu. Kvůli tomu v jejím spektru převládá fotoionizace od mladých horkých hvězd.
Tyto hvězdy jsou mladší než 10 milionů let a ve spektru se projevují jako souvislá modrá oblast se slabými absorpčními čarami jiných prvků, než je vodík a helium.
Uprostřed galaxie sídlí málo jasné aktivní galaktické jádro, které kolem sebe vytvořilo oblast HII.